# 瓦尔多夫黑斯拉赫
瓦尔多夫黑斯拉赫是德国巴登-符腾堡州的一个市镇。总面积14.44平方公里，总人口4900人，其中男性2435人，女性2465人（2011年12月31日），人口密度339人/平方公里。